# 山﨑耕史
山﨑 耕史（やまさき こうし）は、日本の検察官。長野地方検察庁検事正、最高検察庁検事などを経て、神戸地方検察庁検事正。

## 略歴
福岡県出身。1983年福岡県立修猷館高等学校を経て、東京大学法学部を卒業。
1993年に任官。2018年4月仙台地方検察庁次席検事、2019年4月法務総合研究所総務企画部長、2020年9月青森地方検察庁検事正、2021年11月仙台高等検察庁次席検事、2023年4月長野地方検察庁検事正、2024年4月最高検察庁検事などを経て、2024年7月神戸地方検察庁検事正に就任。